# Hesperocorixa semilucida
Hesperocorixa semilucida är en insektsart som först beskrevs av Walley 1930.  Hesperocorixa semilucida ingår i släktet Hesperocorixa och familjen buksimmare. Inga underarter finns listade i Catalogue of Life.